# Cryothenia
Cryothenia is een geslacht van straalvinnige vissen uit de familie van ijskabeljauwen (Nototheniidae).

## Soorten
- Cryothenia amphitreta Cziko & Cheng, 2006
- Cryothenia peninsulae Daniels, 1981